# Івановка (Теренкольський район)
Іва́новка (каз. Ивановка) — село у складі Теренкольського району Павлодарської області Казахстану. Адміністративний центр Івановського сільського округу.
Населення — 614 осіб (2021; 726 у 2009, 990 у 1999, 992 у 1989).
Національний склад станом на 1989 рік:
- росіяни — 36 %;
- німці — 32 %.